# Gonodonta nitidimacula
Gonodonta nitidimacula là một loài bướm đêm trong họ Noctuidae.